# Аурија
Аурија (шпански Oria/Auria, арапски Awriya bint Lubb) била је рана краљица Памплоне (Навара). Њен супруг је био краљ Фортун Гарсес.

## Биографија
Није познато кад је Аурија тачно рођена.
Њени родитељи су највероватније били племић Луб (Lubb) и његова супруга, госпа Ајаб Ел-Билатијја (Ayab Al-Bilatiyya).
Ако је то тачно, то онда значи да јој је деда по оцу био Муса ибн Муса ибн Каси (арапски موسى بن موسى القسوي).
Аурија је васпитана као муслиманка, али је могуће да је после прихватила хришћанство.
Удала се за краља Фортуна Гарсеса од Памплоне (? – 922.), који је био католик те је њихов брак био неуобичајен јер премда су многе хришћанке постајале супруге или конкубине владара муслимана, Аурија, премда муслиманка, удала се за католика; могуће је да је пре или након удаје прихватила католицизам.

## Деца
Деца Аурије и Фортуна:
- Ињиго Фортунес (Íñigo Fortúnez)
- Аснар Фортунес
- Веласко Фортунес
- Лопе Фортунес
- Онека Фортунес[4]